# فهرست آثار ملی شهرستان کلات
فهرست آثار ملی شهرستان کلات شامل ۲۸ اثر ملی در شهرستان کلات است که تا ۱۳۹۷ به ثبت رسیده‌اند که سهم این شهرستان در سطح استان خراسان رضوی که بالغ بر ۱۴۰۷ اثر تاریخی ثبت شده دارد بسیار ناچیز است.
کاخ کلات اولین اثر ملی این شهرستان است که در ۲۰ بهمن ۱۳۱۸ خورشیدی در فهرست آثار ملی ایران قرار گرفت.

## آثار ثبت‌شده
| ردیف    | نام اثر                      | نگاره          | دیرینگی                                             | موقعیت                                                                                  | شمارهٔ ثبت | تاریخ ثبت       | منبع   |
| بناها   | بناها                        | بناها          | بناها                                               | بناها                                                                                   | بناها     | بناها           | بناها  |
| ------- | ---------------------------- | -------------- | --------------------------------------------------- | --------------------------------------------------------------------------------------- | --------- | --------------- | ------ |
| ۱       | کاخ کلات                     |                | سده ۷ تا ۱۳ ق                                       | کلات - داخل شهر ۳۶°۵۹′۴۲٫۳″ شمالی ۵۹°۴۶′۰٫۹″ شرقی / ۳۶٫۹۹۵۰۸۳°شمالی ۵۹٫۷۶۶۹۱۷°شرقی      | ۳۲۹       | ۲۰ بهمن ۱۳۱۸    | [ ۳ ]  |
| ۲       | سد نادری                     |                | دوره افشار                                          | کلات - شمال شهر ۳۶°۵۹′۱۳٫۵″ شمالی ۵۹°۴۸′۵۳٫۰″ شرقی / ۳۶٫۹۸۷۰۸۳°شمالی ۵۹٫۸۱۴۷۲۲°شرقی     | ۶۶۰       | ۲۳ فروردین ۱۳۴۶ | [ ۴ ]  |
| ۳       | مسجد کبود گنبد               |                | دوره افشار                                          | شرق شهر کلات ۳۶°۵۹′۴۰٫۶″ شمالی ۵۹°۴۶′۱۱٫۹″ شرقی / ۳۶٫۹۹۴۶۱۱°شمالی ۵۹٫۷۶۹۹۷۲°شرقی        | ۶۶۱       | ۲۳ فروردین ۱۳۴۶ | [ ۵ ]  |
| ۴       | برج‌های دیده‌بانی              |                | دوره افشار                                          | در نزدیکی شهر کلات ۳۶°۵۶′۵۲٫۷″ شمالی ۵۹°۴۷′۵۳٫۸″ شرقی / ۳۶٫۹۴۷۹۷۲°شمالی ۵۹٫۷۹۸۲۷۸°شرقی  | ۶۶۲       | ۲۳ فروردین ۱۳۴۶ | [ ۶ ]  |
| ۵       | آب‌انبارهای روستای خشت        | بارگذاری تصویر | دوره افشار                                          | ۱۲ کیلومتری شمال غرب شهر کلات                                                           | ۶۶۳       | ۲۳ فروردین ۱۳۴۶ | [ ۷ ]  |
| ۶       | دربند نفتی                   | بارگذاری تصویر | دوره افشار                                          | دروازه شرقی دژ کلات                                                                     | ۶۶۴       | ۲۳ فروردین ۱۳۴۶ | [ ۸ ]  |
| ۷       | دربند ارغون شاه              |                | دوره افشار                                          | دروازه غربی دژ کلات ۳۶°۵۹′۴۲٫۹″ شمالی ۵۹°۴۳′۳۴٫۵″ شرقی / ۳۶٫۹۹۵۲۵۰°شمالی ۵۹٫۷۲۶۲۵۰°شرقی | ۶۶۵       | ۲۳ فروردین ۱۳۴۶ | [ ۹ ]  |
| ۸       | دروازه دهچه                  | بارگذاری تصویر | دوره افشار                                          | ورودی غربی به دژ کلات                                                                   | ۶۶۶       | ۲۳ فروردین ۱۳۴۶ | [ ۱۰ ] |
| ۹       | دروازه چوب بست               | بارگذاری تصویر | دوره افشار                                          | در نزدیکی شهر کلات                                                                      | ۶۶۷       | ۲۳ فروردین ۱۳۴۶ | [ ۱۱ ] |
| ۱۰      | دروازه گشتانه                | بارگذاری تصویر | دوره افشار                                          | جبهه شرقی دژ کلات                                                                       | ۶۶۸       | ۲۳ فروردین ۱۳۴۶ | [ ۱۲ ] |
| ۱۱      | قلعه فرود                    |                | دوره افشار                                          | در نزدیکی شهر کلات ۳۷°۳′۵٫۲″ شمالی ۵۹°۳۹′۲۹٫۰″ شرقی / ۳۷٫۰۵۱۴۴۴°شمالی ۵۹٫۶۵۸۰۵۶°شرقی    | ۶۷۰       | ۲۳ فروردین ۱۳۴۶ | [ ۱۳ ] |
| ۱۲      | رباط آب‌گرم                   |                | دوره صفوی                                           | روستای آبگرم ۳۶°۳۰′۲۱٫۲″ شمالی ۶۰°۳′۵۹٫۶″ شرقی / ۳۶٫۵۰۵۸۸۹°شمالی ۶۰٫۰۶۶۵۵۶°شرقی         | ۱۱۰۶۴     | ۱۶ شهریور ۱۳۸۳  | [ ۱۴ ] |
| ۱۳      | قلعه قره تیکان               | بارگذاری تصویر | سده‌های متأخر اسلامی                                 | روستای قره تیکان                                                                        | ۱۲۸۶۹     | ۱۹ مرداد ۱۳۸۴   | [ ۱۵ ] |
| ۱۴      | حمام قدیمی سررود             | بارگذاری تصویر | دوره صفوی                                           | شمال روستای سررود                                                                       | ۱۳۱۶۴     | ۲۲ مرداد ۱۳۸۴   | [ ۱۶ ] |
| ۱۵      | آرامگاه بابا رمضان           | بارگذاری تصویر | اواخر دوره قاجار                                    | حاشیه جنوبی روستای بابارمضان                                                            | ۲۹۰۷۰     | ۱۳ بهمن ۱۳۸۸    | [ ۲ ]  |
| ۱۶      | حمام نادری حمام قلعه         | بارگذاری تصویر | دوره قاجار                                          | ۳ کیلومتری جنوب روستای حمام‌قلعه                                                         | ۲۹۲۸۲     | ۱۳ بهمن ۱۳۸۸    | [ ۲ ]  |
| ۱۷      | حمام قله زو                  | بارگذاری تصویر | پهلوی اول                                           | داخل بافت روستای قله زو                                                                 | ۲۹۲۸۴     | ۱۳ بهمن ۱۳۸۸    | [ ۲ ]  |
| ۱۸      | حمام لائین کهنه              | بارگذاری تصویر | سده‌های متأخر اسلامی                                 | روستای لائین کهنه                                                                       | ۳۰۲۸۸     | ۲۴ خرداد ۱۳۹۰   | [ ۲ ]  |
| ۱۹      | حمام پاچنار زاوین            | بارگذاری تصویر | اواخر دوره قاجار                                    | شهر زاوین - خیابان امام حسین                                                            | ۳۰۳۶۰     | ۲۴ خرداد ۱۳۹۰   | [ ۲ ]  |
| تپه‌ها   |                              |                |                                                     |                                                                                         |           |                 |        |
| ۲۰      | تپه تخت دختر                 | بارگذاری تصویر | تاریخی                                              | روستای گرو                                                                              | ۶۶۹       | ۲۳ فروردین ۱۳۴۶ | [ ۱۷ ] |
| ۲۱      | تپه سنگانه                   | بارگذاری تصویر | هزاره چهارم تا دوم پیش از میلاد                     | مجاور پاسگاه انتظامی سنگانه                                                             | ۱۱۹۸۸     | ۵ تیر ۱۳۸۴      | [ ۱۸ ] |
| ۲۲      | تپه و بقایای معماری قصر دختر | بارگذاری تصویر | هزاره دوم تا میانه دوران‌های تاریخی پس از اسلام      | روستای آبگرم                                                                            | ۱۲۸۷۰     | ۱۹ مرداد ۱۳۸۴   | [ ۱۹ ] |
| ۲۳      | تپه تاریخی گنج               | بارگذاری تصویر | هزاره دوم تا اول پیش از میلاد                       | ؟                                                                                       | ۲۹۵۲۷     | ۹ آذر ۱۳۸۹      | [ ۲ ]  |
| ۲۴      | تپه رباط                     | بارگذاری تصویر | سده‌های میانی اسلامی                                 | ؟                                                                                       | ۳۰۲۹۵     | ۲۴ خرداد ۱۳۹۰   | [ ۲ ]  |
| ۲۵      | تپه طرقطی                    | بارگذاری تصویر | دوره اشکانی - ساسانی                                | ؟                                                                                       | ۳۰۴۷۸     | ۸ دی ۱۳۹۰       | [ ۲ ]  |
| محوطه‌ها |                              |                |                                                     |                                                                                         |           |                 |        |
| ۲۶      | محوطه قره تیکان              | بارگذاری تصویر | سده‌های میانی و متأخر اسلامی                         | ؟                                                                                       | ۳۰۲۹۱     | ۲۴ خرداد ۱۳۹۰   | [ ۲ ]  |
| ۲۷      | محوطه گبرخانه امیرآباد       | بارگذاری تصویر | دوره ساسانی - سده ۱ ق                               | ؟                                                                                       | ۳۰۴۸۰     | ۸ دی ۱۳۹۰       | [ ۲ ]  |
| ۲۸      | محوطه‌های بت‌خواه              | بارگذاری تصویر | تاریخی (دوره اشکانی - ساسانی) - سده‌های اولیه اسلامی | ؟                                                                                       | ۳۰۹۵۹     | ۱۸ شهریور ۱۳۹۱  | [ ۲ ]  |